# トーマス・シャービントン
トーマス・R・シャービントン（Thomas R. Shervinton、1827年 - 1903年）は、明治時代にお雇い外国人として来日したイギリスの土木技師、鉄道技術者である。

## 経歴・人物
1873年（明治6年）に日本政府の招請により来日し、工部省の鉄道建設技師を務めた。その同年、現在の東海道本線および北陸本線の区間として京都 - 敦賀間の鉄道敷設に従事した。同工事に関する論文英訳がある。
2年後の1875年（明治8年）には、同年死去したチャールズ・シェパードの後任として、新橋 - 横浜間の鉄道敷設を指導した。さらに翌々年の1877年（明治10年）に帰国したリチャード・ボイルの後を継ぎ、京都 - 神戸間の鉄道敷設工事に建築長として携わる。同年にはまた、鉄道庁が動いて大阪停車場内に創設された「工技生養成所」の立ち上げに関わり、講師として出向いている。
1881年（明治14年）に解任されイギリスへ帰国。その後も鉄道関連の支援を続けるイギリス在住の顧問として日本の鉄道発展に努めると、日本の鉄道網に特徴的な山岳部の鉄路敷設の考察や、日本人技官の論文を英語で紹介するなどの学術的な補佐も行った。

## 著作
- Hasegawa, K（長谷川謹介）; Shervinton, T R (1887). “The Yanagase-yama Tunnel on the Tsuruga-Nagahama Railway, Japan”. 工部省要覧 (Minutes of the Proceedings of the Institution of Civil Engineers. 90 (1887):  248-251.（抄約）Part 4 doi:10.1680/imotp.1887.21021、OCLC 4632550734、論文番号2193、有償、PDF形式。
- Fox, Sir D; Collett, Sir G Molesworth, A; Tomkins, W S; Carruthers, J. T R Shervinton, R H Burnett. “Discussion. Mountain Railway”. 工部省要覧 (Minutes of the Proceedings of the Institution of Civil Engineers.) 120 (1895):  54-124.Part 2 doi:10.1680/imotp.1895.19783、ISSN 1753-7843OCLC 4632565414、インターネット公開、PDF形式。